# Creagrutus amoenus
Creagrutus amoenus és una espècie de peix de la família dels caràcids i de l'ordre dels caraciformes.

## Morfologia
- Els mascles poden assolir 9,1 cm de llargària total.
- Nombre de vèrtebres: 36-39.[5]

## Hàbitat
Viu en zones de clima tropical.

## Distribució geogràfica
Es troba a Sud-amèrica: rius dels Andes de Colòmbia i l'Equador.